# Élections législatives de 1877 en Eure-et-Loir
Les élections législatives de 1877 ont eu lieu le 14 octobre 1877.

## Députés élus
|   | Circonscription  | Député sortant          |  | Groupe parlementaire | Député élu              |  | Groupe parlementaire |
| - | ---------------- | ----------------------- |  | -------------------- | ----------------------- |  | -------------------- |
| 1 | Chartres 1e      | Noël Parfait            |  | Gauche républicaine  | Noël Parfait            |  | Gauche républicaine  |
| 2 | Chartres 2e      | Pol Maunoury            |  | Union républicaine   | Pol Maunoury            |  | Union républicaine   |
| 3 | Châteaudun       | Pierre Dreux            |  | Centre gauche        | Pierre Dreux            |  | Centre gauche        |
| 4 | Dreux            | Ferdinand Gatineau      |  | Union républicaine   | Ferdinand Gatineau      |  | Union républicaine   |
| 5 | Nogent-le-Rotrou | Charles-Adolphe Truelle |  | Gauche républicaine  | Charles-Adolphe Truelle |  | Gauche républicaine  |

## Résultats du département
|                | Union républicaine                | 19 566 | 28,18  | 2 |  |  |
|                | Monarchistes                      | 18 375 | 26,47  | 0 |  |  |
|                | Gauche républicaine, Républicains | 16 457 | 23,70  | 2 |  |  |
|                | Centre gauche                     | 11 074 | 15,95  | 1 |  |  |
|                | Orléanistes, Constitutionnels     | 3 835  | 5,52   | 0 |  |  |
|                | Divers                            | 122    | 0,18   | 0 |  |  |
|                |                                   |        |        |   |  |  |
| Inscrits       | Inscrits                          | 81 933 | 100,00 | 5 |  |  |
| Votants        | Votants                           | 69 868 | 85,27  |   |  |  |
| Abstentions    | Abstentions                       | 12 065 | 14,73  |   |  |  |
| Blancs et nuls | Blancs et nuls                    | 439    | 0,63   |   |  |  |
| Exprimés       | Exprimés                          | 69 429 | 99,37  |   |  |  |

## Résultats par arrondissement

### Arrondissement de Chartres

#### 1recirconscription
| Candidats      | Candidats                                 | Étiquette,          | Premier tour | Premier tour |
| Candidats      | Candidats                                 | Étiquette,          | Voix         | %            |
| -------------- | ----------------------------------------- | ------------------- | ------------ | ------------ |
|                | Noël Parfait                              | Gauche républicaine | 8 792        | 69,51        |
|                | Victor-Ferdinand Guillaume de Bassoncourt | Constitutionnel     | 3 835        | 30,32        |
|                | Divers                                    |                     | 21           | 0,17         |
|                |                                           |                     |              |              |
| Inscrits       | Inscrits                                  | Inscrits            | 15 287       | 100,00       |
| Votants        | Votants                                   | Votants             | 12 725       | 83,24        |
| Abstention     | Abstention                                | Abstention          | 2 562        | 16,76        |
| Blancs et nuls | Blancs et nuls                            | Blancs et nuls      | 77           | 0,61         |
| Exprimés       | Exprimés                                  | Exprimés            | 12 648       | 99,39        |

#### 2ecirconscription
| Candidats      | Candidats                   | Étiquette,         | Premier tour | Premier tour |
| Candidats      | Candidats                   | Étiquette,         | Voix         | %            |
| -------------- | --------------------------- | ------------------ | ------------ | ------------ |
|                | Pol Maunoury                | Union républicaine | 8 399        | 60,78        |
|                | Arthur Tardieu de Maleissye | Monarchiste        | 5 382        | 38,95        |
|                | Divers                      |                    | 38           | 0,27         |
|                |                             |                    |              |              |
| Inscrits       | Inscrits                    | Inscrits           | 16 555       | 100,00       |
| Votants        | Votants                     | Votants            | 13 922       | 85,12        |
| Abstention     | Abstention                  | Abstention         | 2 633        | 14,88        |
| Blancs et nuls | Blancs et nuls              | Blancs et nuls     | 103          | 0,74         |
| Exprimés       | Exprimés                    | Exprimés           | 13 819       | 99,26        |

### Arrondissement de Châteaudun
| Candidats      | Candidats               | Étiquette,     | Premier tour | Premier tour |
| Candidats      | Candidats               | Étiquette,     | Voix         | %            |
| -------------- | ----------------------- | -------------- | ------------ | ------------ |
|                | Pierre Dreux            | Centre gauche  | 11 074       | 72,31        |
|                | Amédée Lefèvre-Pontalis | Monarchiste    | 4 226        | 27,60        |
|                | Divers                  |                | 14           | 0,09         |
|                |                         |                |              |              |
| Inscrits       | Inscrits                | Inscrits       | 17 956       | 100,00       |
| Votants        | Votants                 | Votants        | 15 380       | 85,65        |
| Abstention     | Abstention              | Abstention     | 2 576        | 14,35        |
| Blancs et nuls | Blancs et nuls          | Blancs et nuls | 66           | 0,43         |
| Exprimés       | Exprimés                | Exprimés       | 15 314       | 99,57        |

### Arrondissement de Dreux
| Candidats      | Candidats          | Étiquette,         | Premier tour | Premier tour |
| Candidats      | Candidats          | Étiquette,         | Voix         | %            |
| -------------- | ------------------ | ------------------ | ------------ | ------------ |
|                | Ferdinand Gatineau | Union républicaine | 11 167       | 65,01        |
|                | Léon Vingtain      | Monarchiste        | 5 962        | 34,71        |
|                | Divers             |                    | 49           | 0,29         |
|                |                    |                    |              |              |
| Inscrits       | Inscrits           | Inscrits           | 20 092       | 100,00       |
| Votants        | Votants            | Votants            | 17 326       | 86,23        |
| Abstention     | Abstention         | Abstention         | 2 766        | 13,77        |
| Blancs et nuls | Blancs et nuls     | Blancs et nuls     | 148          | 0,85         |
| Exprimés       | Exprimés           | Exprimés           | 17 178       | 99,15        |

### Arrondissement de Nogent-le-Rotrou
| Candidats      | Candidats                     | Étiquette,          | Premier tour | Premier tour |
| Candidats      | Candidats                     | Étiquette,          | Voix         | %            |
| -------------- | ----------------------------- | ------------------- | ------------ | ------------ |
|                | Charles-Adolphe Truelle       | Gauche républicaine | 7 665        | 73,21        |
|                | Théophile de Pontoi-Pontcarré | Monarchiste         | 2 805        | 26,79        |
|                |                               |                     |              |              |
| Inscrits       | Inscrits                      | Inscrits            | 12 043       | 100,00       |
| Votants        | Votants                       | Votants             | 10 515       | 87,31        |
| Abstention     | Abstention                    | Abstention          | 1 528        | 12,69        |
| Blancs et nuls | Blancs et nuls                | Blancs et nuls      | 45           | 0,43         |
| Exprimés       | Exprimés                      | Exprimés            | 10 470       | 99,57        |